# Corps quasi-algébriquement clos
En mathématiques, un corps K est dit quasi-algébriquement clos si tout polynôme homogène P sur K non constant possède un zéro non trivial dès que le nombre de ses variables est strictement supérieur à son degré, autrement dit : si pour tout polynôme P à coefficients dans K, homogène, non constant, en les variables X1, …, XN et de degré d < N, il existe un zéro non trivial de P sur K, c'est-à-dire des éléments x1, …, xN de K non tous nuls tels que P(x1, …, xN) = 0.
En termes géométriques, l'hypersurface définie par P, dans l'espace projectif de dimension N – 1, possède alors un point sur K.
Cette notion a été d'abord étudiée par Chiungtze Tsen, un étudiant d'Emmy Noether, dans un article de 1936, puis par Serge Lang en 1951 dans sa thèse. L'idée elle-même est attribuée à Emil Artin.

## Exemples et propriétés
- Tout corps algébriquement clos est quasi-algébriquement clos. En fait, sur un tel corps, tout polynôme homogène en au moins deux variables possède un zéro non trivial.
- Tout corps fini est quasi-algébriquement clos, d'après le théorème de Chevalley-Warning.
- Tout corps muni d'une valuation discrète pour laquelle il est complet et de corps résiduel algébriquement clos est quasi-algébriquement clos, d'après un résultat de Lang.
- Toute extension algébrique d'un corps quasi-algébriquement clos est quasi-algébriquement close.
- Le groupe de Brauer d'un corps quasi-algébriquement clos est trivial.

## Théorème de Tsen
Chiungtze C. Tsen a démontré en 1933 que tout corps de fonctions d'une courbe algébrique sur un corps algébriquement clos est quasi-algébriquement clos. Ceci implique que son groupe de Brauer, et plus généralement que tous les groupes de cohomologie de Galois H i(K, K*) pour i ≥ 1, sont triviaux. Ce résultat est utilisé pour calculer les groupes de cohomologie étale d'une courbe algébrique.

## CorpsCk
Les corps quasi-algébriquement clos sont aussi appelés corps C1. Plus généralement, pour tout entier k ≥ 1, un corps K est dit Ck si tout polynôme homogène à coefficients dans K, non constant, de degré d, en N variables, possède un zéro non trivial sur K dès que dk < N. La dimension diophantienne d'un corps K est définie comme le plus petit k tel que K soit Ck s'il existe de tels k, et ∞ sinon.
Lang et Nagata ont démontré que si K est Ck, alors toute extension de K de degré de transcendance n est Ck+n.
Artin avait conjecturé que les corps p-adiques étaient C2, mais Guy Terjanian (en) a trouvé des contre-exemples p-adiques pour tout p. Le théorème d'Ax et Kochen applique des méthodes de la théorie des modèles pour montrer que la conjecture d'Artin est vraie pour ℚp pour tout p supérieur à une certaine borne (qui dépend de d).